# Tadashi Imai
Tadashi Imai (今井正, Imai Tadashi, 8 de janeiro de 1912 –  22 de novembro de 1991) foi um diretor de cinema japonês conhecido por fazer filmes envolvendo realismo social e sob uma perspectiva de esquerda. Seus filmes mais notáveis incluem Nigorie (1953) e Bushidō zankoku monogatari (1963).

## Biografia
Embora inclinado às políticas de esquerda já na Universidade de Tóquio, onde se juntou a um grupo de estudantes comunistas, a carreira de Imai como cineasta, depois de servir como continuísta nos estúdios J.O. (mais tarde Toho), começou em 1939 com uma série de filmes promovendo os esforços do regime militarista japonês. Mais tarde, ele chamaria esses filmes de "o maior erro da minha vida", e logo se voltaria para temas mais sociais após a guerra. Aoi sanmyaku (1949), embora seja uma filme de comédia leve, salientou problemas como o sistema educacional nacional e fez muito sucesso com o público e a crítica. Enquanto seu filme de drama de 1950, Mata au hi made, retratava o amor impossível de um jovem casal tendo como pano de fundo a Guerra do Pacífico, o filme anti-guerra de 1953, Himeyuri no tō, era um relato contundente de estudantes inexperientes forçadas a ajudar as tropas militares durante a fase final da Batalha de Okinawa. Outros de seus filmes abordavam temas como as lutas diárias dos trabalhadores (Dokkoi ikiteru), jovens problemáticos na sociedade (Jun'ai monogatari), a pobreza no meio rural (Kome) e filhos de relações inter-raciais (Kiku to Isamu). No entanto, os filmes dirigidos por Imai que foram considerados os mais importantes desta época teriam um cenário histórico em vez de contemporâneo, como Nigorie (1953), baseado em histórias da escritora japonesa Ichiyō Higuchi, que retratava o destino de um grupo de mulheres durante a era Meiji, e Yoru no tsuzumi (1958), roteirizado por Kaneto Shindo, o longa denunciava abertamemente o bushidō dos samurais dentro de uma história sobre adultério e vingança no período Edo. Imai voltou a discutir sobre os samurais com Bushidō zankoku monogatari (1963) e Adauchi (1964).

## Legado
Os críticos japoneses tendiam a definir a forma como Imai desenvolvia suas histórias de "realismo nakanai", um "realismo sem lágrimas", fato este questionado pela historiadora de cinema Joan Mellen, que viu seu trabalho diversas vezes e concluiu como "próximo do sentimental". Em uma entrevista, o próprio Imai resumiu seus filmes como "centrados nas tragédias humanas", o que os situa próximos às obras de Keisuke Kinoshita, que também abordava temas semelhantes (embora de forma menos política) e que Imai admirava. Embora os historiadores do cinema reconheçam as sólidas habilidades de direção de Imai, a falta de um estilo consistente e a tendência de focar mais nas consequências do que na análise de seus temas têm sido alvos recorrentes de críticas por parte desse grupo.

## Filmografia selecionada
- 1946: Minshū no Teki
- 1949: Aoi sanmyaku
- 1950: Mata au hi made
- 1951: Dokkoi ikiteru
- 1953: Himeyuri no tō
- 1953: Nigorie
- 1956: Mahiru no ankoku
- 1957: Jun'ai monogatari
- 1957: Kome
- 1958: Yoru no tsuzumi
- 1959: Kiku to Isamu
- 1963: Bushidō zankoku monogatari
- 1964: Adauchi
- 1967: Satōgashi ga kowareru toki
- 1976: Ani imōto
- 1981: Yuki[7]

## Prêmios
Festival de Cinema de Berlim
Imai ganhou o Urso de Prata de Melhor Diretor no 8º Festival Internacional de Cinema de Berlim por seu trabalho em Jun'ai monogatari. No 13º Festival Internacional de Cinema de Berlim, seu filme Bushidō zankoku monogatari ganhou o Urso de Ouro.
Blue Ribbon Awards
Imai ganhou o prêmio Blue Ribbon de Melhor Diretor quatro vezes: em 1950 por Mata au hi made, em 1953 por Himeyuri no tō e Nigorie, em 1956 por Mahiru no ankoku e em 1957 pelos filmes Jun'ai monogatari e Kome. Mata au hi made, Nigorie, Mahiru no ankoku, Kome e Kiku to Isamu foram todos vencedores na categoria Melhor Filme em seus respectivos anos de participação nesse festival.
Kinema Junpo Awards
Imai recebeu o Prêmio Kinema Junpo de Melhor Diretor por Mahiru no ankoku, Kome e Kiku to Isamu. Todos os três filmes mencionados, além de Mata au hi made e Nigorie, também foram premiados como Melhor Filme.
Mainichi Film Awards
Imai foi premiado como Melhor Diretor por Nigorie no 8º Mainichi Film Awards, feito em 1953, onde o longa também venceu na categoria Melhor Filme.